# Малийский жестовый язык
Малийский жестовый язык, или бамако (англ. Bamako Sign Language, Malian Sign Language, фр. Langue des Signes Malienne, LaSiMa) — жестовый язык, созданный в Бамако глухими мужчинами, собиравшимися за чаем после работы. Используется в основном мужчинами. Использование американского жестового языка в школах для глухих угрожает существованию бамако.